# Лагрене, Теодор де
Мари Мельхиор Жозеф Теодор де Лагрене (фр. Marie Melchior Joseph Théodore de Lagrené; 14 марта 1800, Амьен, — 26 апреля 1862, Париж) — французский дипломат.

## Биография
Родом из старинной пикардийской семьи. С ранней юности служил в министерстве иностранных дел. Участник Веронского конгресса 1822 года. В 1823-25 годах был третьим секретарём французского посольства в России. После служил в Константинопле и Мадриде. В 1828 году вернулся в Россию в качестве второго секретаря посольства. С 1831 года — первый секретарь. В сентябре 1834 года был переведён в качестве министра-резидента в Дармштадт.
В звании чрезвычайного посланника и полномочного министра был направлен во главе французской миссии в Китай. Луи-Филипп поставил перед Лагрене задачу заключить торговый договор, обеспечивающий те же привилегии, что и китайско-британский Нанкинский договор. В результате 24 октября 1844 года у устья реки Кантона, в Вампоа, на французском паровом корвете «Archimede», Лагрене подписал договор с китайским уполномоченным Ци Ином. Договор был ратифицирован в Макао 25 августа 1845 года. Лагерне достиг того, что в части Китайской империи были обнародованы эдикты (1845 и 1846), разрешавшие китайцам исповедовать христианскую веру, строить храмы и т. д.
Способствовал приобретению Францией Шанхая. После падения монархии Лагерне на короткое время оставил службу. Был избран в 1849 году в Законодательное собрание, представлял там Сомму и примкнул к консервативному большинству. Поддерживал ограничение избирательного права. 2 декабря 1851 он был в числе представителей, собравшихся в мэрии Х округа, чтобы помешать осуществлению переворота; в тот же день Лагрене был арестован, но вскоре выпущен на свободу.

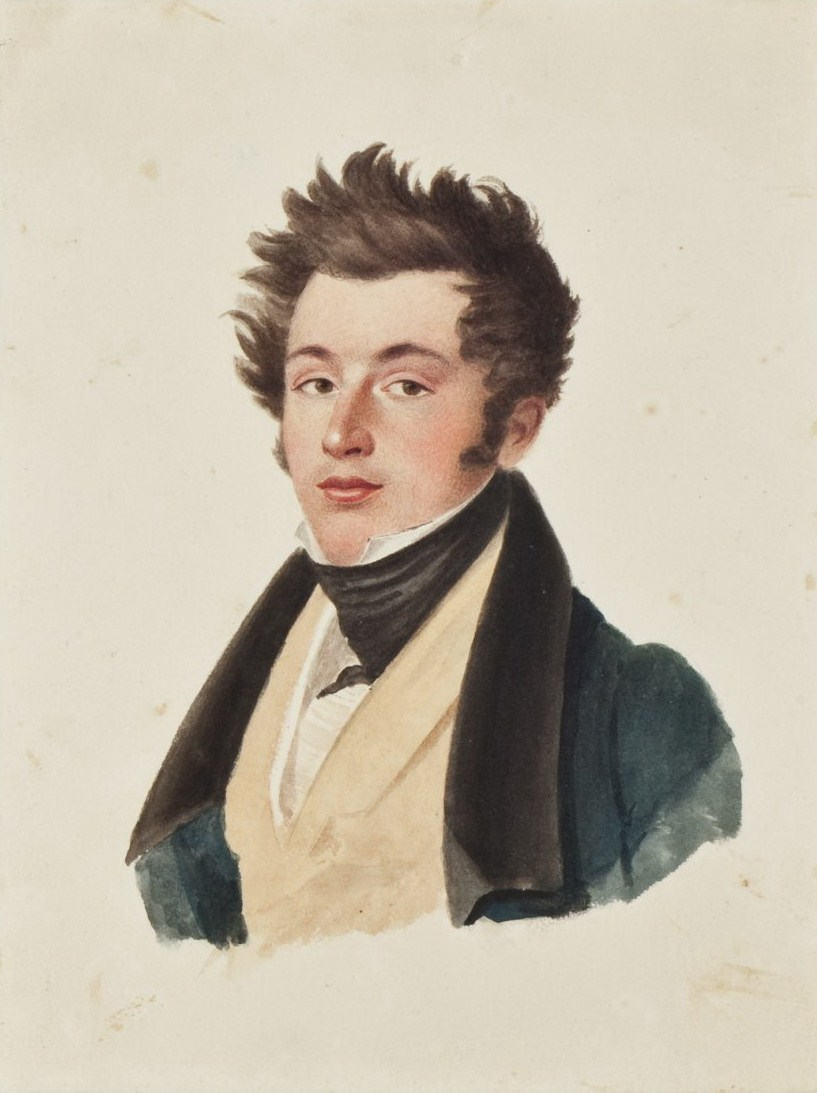
Мари Теодор де Лагрене

По отзыву современницы, Лагрене был красив лицом и с первого взгляда производил неизгладимое впечатление своим «самодовольным и самоуверенным видом ни в чём не сомневающегося человека и вдобавок к этому извергающего поток слов — помесь суетности и легкомыслия». В 1828 году Пушкин, оскорбленный остроумной репликой Лагрене, вызвал его на дуэль, но удовлетворился объяснением Лагрене, который уверил поэта, что никогда не произносил приписываемых ему слов и его «глубоко уважает как знаменитого поэта России». Жуковский, видевший его в Дармштадте, писал:
Лагрене умен и любезен, но мне не по нутру этот французский, все персифлирующий (насмехающийся) бессовестный ум, проникнутый каким-то общим всякому французу остроумием, как халат немецкого профессора ― табачным дымом; при нем как-то сам тупеешь, и холодеешь, и сердечное убеждение не участвует в том, что уста глаголют.
Жена (с 1834 года) — Варвара Ивановна Дубенская (1812—1901), выпускница Смольного института; фрейлина великой княжны Марии Николаевны. Знакомая В. А. Жуковского, А. И. Тургенева, П. А. Вяземского, С. А. Соболевского и Пушкина.
Скончался в 26 апреля 1862 году в Париже и был похоронен на кладбище Монпарнас.